# Ophiogymna funesta
Ophiogymna funesta is een slangster uit de familie Ophiotrichidae.
De wetenschappelijke naam van de soort werd in 1922 gepubliceerd door René Koehler.